# Pleurostachys densifoliata
Pleurostachys densifoliata är en halvgräsart som beskrevs av Hans Heinrich Pfeiffer. Pleurostachys densifoliata ingår i släktet Pleurostachys och familjen halvgräs. Inga underarter finns listade i Catalogue of Life.